# Bruno Fernandes (Fußballspieler, 1994)
Bruno Miguel Borges Fernandes (* 8. September 1994 in Maia) ist ein portugiesischer Fußballspieler. Der offensive Mittelfeldspieler steht bei Manchester United in der Premier League unter Vertrag und ist A-Nationalspieler.

## Karriere

### Vereine
Fernandes wechselte 2008 in die Jugend von Boavista Porto. Die Saison 2009/10 spielte er auf Leihbasis beim ADR Pasteleira, 2012 wechselte er zu Novara Calcio nach Italien. Dort kam er ab November 2012 neben der Jugendmannschaft auch schon in der ersten Mannschaft zum Einsatz. So gab er am 3. November 2012 bei der 0:1-Niederlage im Heimspiel gegen die AS Cittadella sein Debüt in der Serie B, bei dem er in der 77. Minute für Simone Pesce eingewechselt wurde. Sein erstes Tor erzielte er am 22. Februar 2013 zur 1:0-Führung nach 22 Minuten beim 6:0-Sieg bei Spezia Calcio. Mit Novara Calcio belegte er am Saisonende den fünften Platz und qualifizierte sich somit für die Play-Offs um den Aufstieg in die Serie A, bei denen sie sich im Halbfinale allerdings dem FC Empoli geschlagen geben mussten.
Zur Saison 2013/14 wechselte Fernandes zu Udinese Calcio in die Serie A. Am 3. November 2013 debütierte er bei der 0:3-Niederlage im Heimspiel gegen Inter Mailand. Insgesamt absolvierte er für Udinese 86 Ligaspiele und erzielte dabei elf Tore. Zur Saison 2016/17 wurde Fernandes mit Kaufpflicht an den Ligakonkurrenten Sampdoria Genua verliehen.
Zur Spielzeit 2017/18 wechselte Fernandes zu Sporting Lissabon. In seiner ersten Saison gewann er mit der Mannschaft den Ligapokal. In 33 Ligaeinsätzen erzielte er elf Tore. Nachdem Sporting Lissabon im Mai 2018 die Qualifikation für die Champions League verpasst hatte, wurde das Trainingsgelände und die Umkleidekabine des Klubs von gewalttätigen Anhängern gestürmt. Sein Teamkollege Bas Dost erlitt eine Kopfverletzung. Daraufhin kündigte Fernandes – neben Trainer Jorge Jesus, William Carvalho, Gelson Martins, Rui Patrício, Daniel Podence und Bas Dost – seinen Vertrag zum Saisonende, da „gültige Motive“ für eine einseitige Vertragsauflösung vorlägen. Im Juli 2018 unterschrieb Fernandes einen neuen Vertrag bei Sporting Lissabon mit einer Laufzeit bis zum 30. Juni 2023.
Im Januar 2020 wechselte Bruno Fernandes in die englische Premier League zu Manchester United und unterschrieb einen bis zum 30. Juni 2025 laufenden Vertrag. Mit der Mannschaft unterlag er im Finale der UEFA Europa League 2020/21 im Elfmeterschießen gegen den FC Villarreal. Im März 2022 verlängerte er seinen Vertrag bis 2026 mit Option auf ein weiteres Jahr.

### Nationalmannschaft
Fernandes spielte am 4. Dezember 2012 bei der 1:2-Niederlage gegen die Türkei erstmals für die portugiesische U19-Nationalmannschaft. Am 21. Mai 2014 debütierte er beim 2:0-Sieg gegen Mexiko für die U20-Auswahl, für die er zwei Tage später beim 3:1-Sieg gegen Chile sein erstes Tor erzielte. Sein erstes Spiel für die U21-Nationalmannschaft absolvierte er am 13. November 2014 bei der 1:3-Niederlage gegen England. Mit dem Team nahm er im Juni 2015 an der U21-Europameisterschaft in Tschechien teil. Fernandes kam im Turnier fünfmal zum Einsatz und verlor mit seiner Mannschaft das Finale gegen Schweden im Elfmeterschießen. Für die Olympischen Sommerspiele 2016 in Rio de Janeiro wurde er in den portugiesischen Kader berufen. Im Turnier kam Fernandes dreimal zum Einsatz und erreichte mit der Mannschaft das Viertelfinale.
Am 10. November 2017 debütierte Fernandes im Rahmen eines Freundschaftsspiels gegen Saudi-Arabien in der A-Nationalmannschaft. Im Mai 2018 wurde er von Nationaltrainer Fernando Santos in den Kader für die Weltmeisterschaft 2018 in Russland berufen. Im Turnier kam Fernandes in zwei Gruppenspielen seiner Mannschaft zum Einsatz, die im Achtelfinale mit 1:2 an Uruguay scheiterte. Zur Europameisterschaft 2021 wurde er erneut in den portugiesischen Kader berufen und scheiterte mit seinem Team im Achtelfinale an Belgien. Ebensonahm er an der Weltmeisterschaft 2022 und der Europameisterschaft 2024 teil.

## Titel und Auszeichnungen
Nationalmannschaft
- UEFA-Nations-League-Sieger (2): 2019, 2025

Portugal
- Ligapokalsieger: 2018

England
- Pokalsieger: 2024
- Ligapokalsieger: 2023

Auszeichnungen
- Nominierung für den Ballon d’Or: 2021 (21. Platz)
- Torschützenkönig der Europa League: 2020, 2025
- Sir Matt Busby Spieler des Jahres: 2020, 2021, 2024, 2025